# Hobnail Peak
Der Hobnail Peak ist ein Berg in der Form einer dreieckigen Klippe im ostantarktischen Viktorialand. Er ragt unmittelbar südlich des Mount Tricouni an der Ostflanke des Skelton-Gletschers auf.
Kartiert und benannt wurde er 1957 von der neuseeländischen Mannschaft der Commonwealth Trans-Antarctic Expedition (1955–1958). Namensgebend ist seine Ähnlichkeit mit einem sogenannten Hobnail, einer bei Bergstiefeln verwendeten Form eines Schuhnagels.